# 딘뜨엉성
딘뜨엉성(定祥省, Định Tường)은 메콩강 삼각주로 알려진 베트남 남부 지역에 응우옌 왕조 시대와 베트남 공화국(월남)에 존재했던 성이었다. 1832년 민망 황제 때 설립되었다. 딘뜨엉성은 프랑스령 인도차이나 식민지 시대에 해체되었다가 이후 월남 때 재건되어 1956년부터 1975년까지 존재했다. 1976년 2월, 고꽁과 통합하여 띠엔장성이 되었다.

## 같이 보기
- 띠엔장성